# Meristogenys dyscritus
Espèce
Meristogenys dyscritus est une espèce d'amphibiens de la famille des Ranidae.

## Répartition
Cette espèce est endémique de l'État du Sabah en Malaisie orientale, sur l'île de Bornéo. Elle se rencontre entre 500 et 1 500 m d'altitude dans le parc national du Kinabalu et dans le parc de Crocker Range.

## Publication originale
- Shimada, Matsui, Yambun & Sudin, 2011 : A survey of morphological variation in adult Meristogenys amoropalamus (Amphibia, Anura, Ranidae), with a description of a new cryptic species. Zootaxa, no 2905, p. 33-56 (texte intégral).